# Інграм (Техас)
Інграм (англ. Ingram) — місто (англ. city) в США, в окрузі Керр штату Техас. Населення — 1787 осіб (2020).

## Географія
Інграм розташований за координатами 30°4′37″ пн. ш. 99°14′15″ зх. д. / 30.07694° пн. ш. 99.23750° зх. д. (30.077052, -99.237509).  За даними Бюро перепису населення США в 2010 році місто мало площу 3,65 км², з яких 3,60 км² — суходіл та 0,05 км² — водойми.

## Демографія
Згідно з переписом 2010 року, у місті мешкали 1804 особи в 681 домогосподарстві у складі 480 родин. Густота населення становила 494 особи/км².  Було 776 помешкань (212/км²).
Расовий склад населення:
| - 86,7 % — білих - 1,4 % — корінних американців - 1,1 % — чорних або афроамериканців - 0,9 % — азіатів - 8,5 % — осіб інших рас |

До двох чи більше рас належало 1,4 %. Частка іспаномовних становила 25,2 % від усіх жителів.
За віковим діапазоном населення розподілялося таким чином: 25,1 % — особи молодші 18 років, 62,7 % — особи у віці 18—64 років, 12,2 % — особи у віці 65 років та старші. Медіана віку мешканця становила 38,0 року. На 100 осіб жіночої статі у місті припадало 99,1 чоловіків;  на 100 жінок у віці від 18 років та старших — 95,1 чоловіків також старших 18 років.
Середній дохід на одне домашнє господарство  становив 55 952 долари США (медіана — 48 796), а середній дохід на одну сім'ю — 60 372 долари (медіана — 51 007). Медіана доходів становила 31 298 доларів для чоловіків та 26 172 долари для жінок. За межею бідності перебувало 13,1 % осіб, у тому числі 18,8 % дітей у віці до 18 років та 0,9 % осіб у віці 65 років та старших.
Цивільне працевлаштоване населення становило 828 осіб. Основні галузі зайнятості: будівництво — 20,0 %, роздрібна торгівля — 17,9 %, освіта, охорона здоров'я та соціальна допомога — 17,8 %.